# Долгожданное возвращение
«Долгожданное возвращение» (англ. There's No Place Like Home) — заключительная серия четвёртого сезона американского телесериала «Остаться в живых», состоящая из двенадцатой, тринадцатой и четырнадцатой серий (соответственно, 84-я, 85-я и 86-я серии в общем счёте сериала). Три серии разделены на две части: часть 1 — двенадцатая серия и 2 — тринадцатая и четырнадцатая серия.

## Сюжет

### Часть 1

#### Пляж
Ночь. В лагере Джека обсуждают сброшенный с вертолёта рюкзак с телефоном. Удивляются, почему они сразу не сели. Джек предполагает, что, возможно, те хотят, чтобы все следовали за вертолётом. Сун предлагает позвонить по этому телефону. Тогда Джек отдает его Фарадею. Тот включает прослушивание и громкую связь. Они слышат переговоры в кабине вертолёта. Там Кими приказывает Лапидусу сажать вертушку и велит своим бойцам после высадки бежать на Орхидею. Связь умолкает. Джек спрашивает Джульет, слышала ли та раньше про Орхидею. Та говорит, что нет. Затем Джек велит Кейт отправиться с ним в джунгли на поиски вертолёта. После длительных уговоров Джульет остаться Джек и Кейт все же уходят. Затем мы видим Фарадея, судорожно копающегося в своём рюкзаке. К нему подходит Шарлотта и спрашивает, в чём дело. Тот сообщает ей, что Кими начал действовать по запасным правилам, и что нужно немедленно убираться с острова.
Утро. Саид на моторной лодке подплывает к берегу. К нему сбегается народ. Саид объявляет, что начнет всех вывозить на корабль по шесть за раз. Так же добавляет, что плыть надо сейчас, чтобы успеть всех вывезти до возврата вертолёта на корабль. Говорит: «Это потому, что человек с вертолёта хочет всех нас убить…» Но Джульет сообщает ему, что Джек и Кейт как раз за ним побежали. У моторной лодки Фарадей подбегает к Саиду и говорит, что он может переправлять людей на корабль с пляжа, в то время как Саид будет бегать по джунглям за Джеком. Подумав, Саид соглашается. Фарадей берёт инициативу в свои руки и созывает первую группу в шесть человек. Джульет объявляет, что Сун беременна и она плывет в первой группе. В то время как Саид вооружается для похода в джунгли за Джеком, к нему подбегает Кейт с Аароном на руках (Она с Майлзом только что вернулись из джунглей). Подходит, здоровается, узнаёт, что он собирается делать и сообщает, что Джек с Сойером по спутниковому телефону ищут вертолёт. Затем Кейт отдает Аарона садящейся в лодку Сун и говорит Саиду, что поможет выследить Джека, после чего Кейт и Саид убегают в джунгли. Затем мы видим, как на моторной лодке от острова отплывают первые шесть человек. Джин, сидящий рядом с женой, держащей Аарона, говорит ей: «Я же говорил, что спасу тебя с острова…»

#### Джунгли
Утро. Джек и Кейт двигаются по целеуказателю в радиотелефоне. Позже они делают привал. Кейт замечает кровавое пятно на футболке Джека в районе недавно зашитого разреза. Джек объясняет, что это не кровь, а просто гной выходит. Кейт понимает, что Джек говорит неправду. Затем они слышат шаги за кустами. Выхватив пистолеты, они замечают идущего к ним Майлза. Увидев их, тот останавливается. Затем к ним выходит Сойер с Аароном на руках. Кейт удивленно интересуется, где Клер. Сойер отвечает, что та пропала. Говорит, что встала посреди ночи и ушла в джунгли. Затем он спрашивает Джека и Кейт, что они тут делают. Джек рассказал ему, как ночью пролетел вертолёт и сбросил телефон. И сейчас они двигаются по направлению вертолёта. Сойер поведал им историю, как люди с корабля чуть не спалили всю деревню. Джек говорит, что к вертолёту нужно идти в любом случае. Именно так можно выбраться с острова. Затем, сказав, чтобы все шли на пляж, отправляется к вертолёту. Сойер, отдав Аарона Кейт, раздражённо бросается ему вдогонку. Бен, Локк и Херли идут перемещать остров. Херли постоянно интересуется, куда они идут и зачем. Бен сообщает ему, что они идут в место под названием «Орхидея». Говорит, что там они с Джоном переместят остров. И что это опасно и непредсказуемо. Вдруг Бен останавливается и направляет свой взор на поваленное дерево. Затем он откидывает от него пару камней и вытаскивает спрятанный ящик. Локк увидя это, подходит и первым открывает его. Оттуда он достает жестяную коробку, которую бросает Херли, чтобы тот осмотрел её. Там печенье. Хёрли с удовольствием налегает на сласть. Затем Локк достаёт из ящика бинокль и зеркало, которое отдаёт Бену. Бен, сказав Хёрли, что печенюшкам лет пятнадцать, берёт зеркало и начинает посылать им солнечные сигналы в неизвестном направлении. Вскоре Локк замечает в бинокль такие же ответные мелькания зеркалом с горы в пару километрах от них. Спрашивает Бена, что тот сообщает и кому. Бен же, ничего не ответив, объявляет, что теперь можно идти. Бен, Локк и Херли идут по направлению к «Орхидее». Хёрли жалуется, что если остров переместится, то он упустит шанс с него выбраться. Локк сообщает ему, что уже поздно об этом думать. Подходят к цели. С виду обычная оранжерея с цветами. Бен просит всех пригнуться и дать ему бинокль. Затем, посмотрев в него, отдает его Джону, просит его посмотреть. Тот берёт его и видит, что по оранжерее разгуливают наёмники, поджидающие их. Саид и Кейт продолжают поиски Джека по следам. Вскоре Кейт замечает, что следы, по которым они идут, не Джека. Она говорит Саиду, что этих следов гораздо больше и они свежие. И что эти следы обходят их сзади. Тогда они решают выяснить, кто за ними следит. Нацелив пистолет на джунгли и осматриваясь по сторонам, Саид крикнул: «Кто там есть?.. Выходите!…». И вскоре с поднятыми руками к ним вышел Ричард Алперт. Он попросил их успокоиться и опустить пистолеты. Кейт его не послушала и приказала стоять на месте, целя в него пистолетом. Внезапно по всей округе показались остальные «Другие» с оружием в руках. Кейт с Саидом опустили пистолеты. Их уводят. Бен, Локк и Хёрли около станции «Орхидея» думают, что делать с наёмниками. У Бена в голове созрел очередной план. Он даёт указание Локку. Говорит, что тот должен пойти и войти в станцию, используя лифт. Но Локк иронично переспрашивает у него, что делать с вооружёнными людьми. «Я ими займусь…» — отвечает Бен и уходит. Мы видим, как он с поднятыми руками направляется к оранжерее. Видимо, он хочет сдаться. Он на месте. Медленно осматривается по сторонам. Вдруг он замечает, что его держат на мушке несколько наёмников. Через секунду появляется Кими. Он подходит к Бену. Смотрит на него, приставляет к его лбу дуло пистолета, а затем с силой вырубает Бена рукоятью.

#### Корабль
Фарадей на моторной лодке подвозит к кораблю первую группу из шести человек. Им спускают верёвочную лестницу. Десмонд помогает всем подняться на борт. Фарадей, сообщив ему, что поплыл за следующей группой, уплывает. К Десмонду подходит Майкл, сообщает, что двигатели корабля в порядке и можно плыть. Только что прибывшие на корабль Джин и Сун очень удивляются встрече с Майклом. Десмонд вбегает в рубку корабля. Сообщает находящемуся там матросу, что можно включать двигатели и плыть к острову. Тот заводит и настраивает руль на курс 3.05. Начинают плыть. Но тут на эхолоте появляются какие-то помехи. Матрос говорит, что показывает рифы. И дальше они не поплывут. Останавливаются. Десмонд очень удивлен этим, так как радиорубка сломана. Он убегает разобраться, в чём дело. Сун и Джин беседуют с Майклом. Сун спрашивает у него, как ему удалось выбраться с острова. Тот вкратце описал ей историю, которую мы видели в 8-м эпизоде. «И вот теперь вы работаете на Бена?…» — спрашивает его Сун. «Я не работаю на Бена!» — отвечает Майкл. — «Я стараюсь искупить вину. Стараюсь вам всем помочь!» Внезапно их беседу прерывает Десмонд. Он, выбежав из кают на палубу, с ужасом в глазах, зовёт на помощь Майкла. Тот следует за ним. Десмонд приводит его в оружейную, где находилось 250 кг взрывчатки C4, готовых в любую секунду разнести всё вокруг.

#### Будущее Шестёрки Oceanic
Грузовой самолёт летит над океаном. В кабине управления 2 пилота, переговариваются друг с другом с помощью радионаушников. Один сообщает, что при посадке возможна тряска. Другой, волнуясь, берёт в ладонь талисман с груди и произносит, что с таким-то грузом, как у них, удача не помешает. Затем главный пилот, обращаясь к женщине, сидящей позади них, велит ей пойти и сообщить всем, что скоро посадка. Та уходит. Далее мы видим, как она проходит в багажный отсек, в котором сидят… Джек, Сун, Саид, Хёрли и Кейт с Аароном. Мисс Декер (женщина из кабины пилота) подходит к ним и сообщает о предстоящей посадке. Говорит, что самолёт сядет на военной базе к западу от Гонолулу, что их родные уже приехали и что будет много журналистов. Затем она уходит обратно в кабину пилота. Подождав, пока та уйдет, Джек спрашивает остальных, помнят ли те Легенду, которой они договорились придерживаться. Говорит, что если будут вопросы, на которые будет затруднительно отвечать, нужно просто промолчать. Пусть думают, что у них шок. Мы видим, как самолёт заходит на посадку. Садится на посадочную полосу. Дверь багажного отсека опускается. У входа толпится много людей. Нам показывают, как из самолёта к родственникам спускаются Джек, Сун, Саид, Херли, Кейт с Аароном. Радуются, обнимаются. К Саиду и Кейт никто не пришёл. Пресс-конференция шестерки Оушеаник. Сперва к публике обращается мисс Декер. Она вкратце рассказывает журналистам историю шестерки после крушения (историю, которой решили придерживаться Джек и остальные после спасения). Рассказывает, что последних восемь выживших после падения самолёта в океан вынесло течением к одному из необитаемых островов. Что вскоре к этому острову тайфуном выбросило обломки рыбацкого судна, в том числе припасы и спасательный плот. Последние шесть выживших, включая ребёнка Клер — Аарона, которого она родила на острове, добрались на этом плоту до ближайшего поселения на соседнем острове. Оттуда их (якобы) и спасли. После краткого введения шестерке Ошеаник начали задавать вопросы репортеры. Первым делом попросили Джека описать момент, когда самолёт упал в океан. Тот, фантазируя и придумывая детали, довольно правдоподобно все описал. Рассказал, как не все выжили. Оставшихся на плаву в спасжилетах вынесло к какому-то острову и дальше по аналогии. Затем журналисты напомнили Хёрли о его денежном состоянии. Он заявил, что эти деньги принесли неудачу и они ему больше не нужны. Затем поинтересовались у Сун, был ли её муж среди выживших на острове. Немного помешкав, та ответила, что нет. Сказала, что он не выбрался из самолёта. Спрашивали Кейт, каково было рожать на острове. Затем спросили, на каком она была месяце беременности, когда федеральные маршалы задержали её по подозрению в убийстве. Вопрос прервала мисс Декер, заявив, что проблемы с законом здесь не обсуждаются. И в конце задали вопрос Саиду, спросив, возможно ли обнаружение ещё выживших с самолёта, помимо них. Тот категорично ответил: «Нет, это исключено…» Пресс-конференция закончена. После пресс-конференции, когда все уже начали расходиться, к Саиду подошла мисс Декер и сообщила, что снаружи на улице его ждет женщина, которая его знает. Удивившись, Саид отправился на выход. Выйдя на улицу и осмотревшись по сторонам, он заметил девушку. Это была Надия. Они с Саидом обнялись после долгой разлуки.

#### БудущееСун
Она проходит в офис своего отца. Параллельно с этим мы наблюдаем непонятный разговор Мистера Пека с парой своих подчинённых. «Как такое возможно?!…» — спрашивает их Пек. Те отвечают, что тот, кто за этим стоит, использовал пять разных банков. Подчинённые уходят. К Пеку подходит Сун. Здоровается. Мистер Пек интересуется у дочери, как проходит беременность. Та холодно отвечает: «Не делай вид, будто тебе интересно…». Затем добавляет: «Мы оба знаем, что ты ненавидел Джина… И ты поломал ему жизнь. В его смерти повинны двое… И один из них ты!». Сообщает отцу, что Ошеаник выплатила значительную компенсацию выжившим с рейса. И что она выкупила контрольный пакет акций компании отца. «Но зачем тебе это?» — удивленно спрашивает отец. Сун говорит, что сначала она родит ребёнка, а потом они обсудят дальнейшие планы развития компании. «Нашей компании…» — заканчивает Сун.

#### Будущее Хёрли
Хёрли, купив еду, подъезжает на старенькой машине к своему дому. Подходит к двери. Она раскрыта. Никого нет. Херли начинает волноваться. Он окликает всех домашних. Никого нет. Заходит в дом. И тут ни с того — ни с сего натыкается ногой на кокос. Поднимает его, начинает волноваться ещё больше, ибо кокосами там и не пахло. Далее. Он проходит по коридору. Ему начинают слышаться разные шепоты, голоса. Херли взволнован до такой степени, что схватил золотую статуэтку Иисуса Христа для защиты. Идет дальше. Он уверен, что где-то в доме грабитель. Затем он видит, что дверь в зал закрыта и там кто-то есть. Он, собравшись с мыслями, резко распахивает её и замахивается статуэткой… Перед ним его мать, отец и много других родственников. Все нарядные, в колпаках. У Хёрли сегодня именины. «Сюрприз!!!…» — кричат ему все хором. Тот мало-помалу успокаивается и объясняет матери, что взял статуэтку, потому что думал, что в доме грабитель. «Иисус Христос не орудие…» — отбирая у сына статуэтку, произносит мать — «Ну все, давайте праздновать».
Хёрли празднует. Веселье. Много людей. Хёрли подходит к приехавшей Кейт с маленьким Аароном на руках. Здоровается, обнимает. Подходят Саид с Надией. Хёрли рад всех видеть, всех приглашает. Тут подходит его отец и просит разрешения у остальных ненадолго забрать сына. Говорит, это подарок. Далее. Они с Хёрли стоят перед гаражом. Тот говорит отцу, что ничего не хочет. Отец настаивает. Поднимаются ворота гаража, и взору Херли предстает идеально отреставрированная машина детства. Отец сообщает ему, что чинил её в память о нём, когда тот был на острове. Хёрли приятно удивлен. Затем отец даёт ему ключи, и они садятся внутрь. И только Хёрли хочет завести мотор, как замечает на спидометре в счетчике километража Числа. У него начинается истерика. «Это что, шутка?…» — говорит он. — «Это ты подстроил?!…». Отец в недоумении. На этой почве Хёрли окончательно приходит в отчаяние и срывается бегом подальше от всех.

#### Будущее Джека
Он в церкви ведёт поминки своего отца. Сидит много людей, среди которых мать Джека, Саид, Кейт с Аароном, Херли и т. д. После прочтения Джеком речи мы видим, как он прощается с гостями. Все расходятся. И тут к Джеку подходит одна женщина. Она здоровается с ним, говорит, что сожалеет о его утрате. Затем сообщает ему, что это из-за неё его отец был тогда в Австралии. Джек с удивлением смотрит на неё. Спрашивает, зачем он к ней приезжал. Женщина сообщает ему, что он приезжал не к ней, а к её дочери. Потому что это была его дочь. Джек очень удивлён, он говорит, что у его отца не было дочери. Женщина сообщает ему, что на самом деле была, и, самое интересное, что эта дочь летела на том же 815-м рейсе. Немного погодя она сообщает её имя — Клер. Джек в смятении. Он в шоке. Он осознаёт, что Клер — его сестра, а Аарон — его племянник. Женщина подходит к стоящей рядом Кейт с Аароном и, посмотрев на внука, говорит ей, что сын у неё просто красавец.

### Часть 2

#### Остров
Направляясь к «Орхидее», Сойер и Джек встречают Хёрли, он отводит их к Локку.
На корабле Десмонд, Джин и Майкл, осматривая детонатор, решают, что он управляется с дальнего расстояния. Они решают, что бомбу стоит заморозить, чтобы замедлить её детонацию.
Кими ведёт Бена к вертолёту. По пути Кими пытается узнать у Лайнуса, зачем он нужен Уидмору. Подходя к вертолёту, он замечает, что Лапидус пытается освободиться от наручников.
В этот момент из засады нападают Другие под руководством Ричарда Алперта. Они побеждают солдат Кими и освобождают Бена. В благодарность за то, что Кейт и Саид помогли освободить его, Бен позволяет им покинуть остров на вертолёте Лапидуса.
Локк уговаривает Джека остаться, говоря, что если он покинет остров, то будет обязан лгать обо всём, что произошло. Их разговор прерывает Бен, который помогает Локку найти вход на станцию, а Джеку говорит, что он может улетать.
Фарадей уговаривает Майлза и Шарлотту уезжать с острова.
Локк и Лайнус добираются до подземной станции «Орхидея». Бен включает ознакомительное видео «Дхармы», в котором рассказывается, что на станции проводились эксперименты по созданию машины времени. В видео говорилось, что нельзя заносить в экспериментальную камеру металлические предметы, но Бен специально складывает туда все металлические вещи. На станцию спускается раненый Кими, который преследовал Бена. На его руке передатчик, связанный с его пульсом, который, если его сердце остановится, взорвёт бомбу на корабле. Но Бен, не обращая на это внимания, убивает Мартина.
Хёрли, Саид, Сойер, Джек, Фрэнк и Кейт садятся в вертолёт, чтобы добраться на корабль.
Шарлотта говорит Дэниэлу, что не покинет остров, потому что ищет место своего рождения.
В баке вертолёта обнаруживается пробоина, из которой вытекает топливо. Лапидус приказывает сбрасывать лишний вес, но даже без балласта вес слишком велик. Джеймс спрыгивает в воду, чтобы остальные смогли добраться до корабля.
Майкл и Джин замораживают бомбу. Вертолёт садится на палубу. Поломку быстро устраняют. Десмонд уговаривает улетать, так как бомба скоро сдетонирует. Сун не хочет улетать без Джина, но он не успевает на взлетающий вертолёт. Жидкий азот у Майкла кончился. За несколько секунд до взрыва бомбы перед Майклом появляется призрак Кристиана Шепарда, который говорит, что Майкл выполнил свою миссию.
Бен запускает установку. Камера, полная металла, взрывается.
Джульет сидит на берегу и видит выходящего из воды Сойера. Они замечают на горизонте дым от корабля.
Бен надевает зимнюю куртку и прощается с Локком, сказав, что теперь Джон стал новым лидером других.
Бен пролезает через дыру в стене, образовавшуюся от взрыва. Он спускается по обледеневшей лестнице к гигантскому рулевому колесу, расположенному горизонтально. С трудом он поворачивает колесо. Небо становится белым, как при самоуничтожении станции Лебедь.
Находящиеся в вертолёте люди, возвращавшиеся на остров, наблюдают его исчезновение. Вертолёт, у которого кончается топливо, падает в воду, но все выживают и выбираются на надувной плот. Через несколько часов мимо проплывает корабль. Выжившие подают знак, и их замечают. Этот корабль принадлежит Пенни — невесте Десмонда. Все забираются туда. Джек вспоминает о словах Локка и придумывает легенду о том, что произошло на острове.

#### Будущее
В этой серии продолжается сюжетная линия флешфорвардов серии В Зазеркалье.
Кейт говорит Джеку, что никогда не вернётся на остров, что некто, о ком они оба знают, приходил к ней и тоже уговаривал вернуться. Но она непреклонна. К Хьюго, находящемуся в психбольнице, приходит Уолт. На вопрос, почему все лгут о произошедшем на острове, он отвечает, что это поможет спасти жизни оставшихся. Уолт говорит ему, что его не навещал никто, кроме Джереми Бентама. Саид подходит к машине, стоящей около больницы, где лежит Хёрли, отвлекает сидящего там мужчину, а затем убивает его. Он заходит к Хёрли, который играет в шахматы с, как ему кажется, духом Мистера Эко, и говорит, что им нужно сбегать, потому что Джереми Бентам умер два дня назад.
Сун в Лондоне встречается с Уидмором, говоря, что у них общие интересы.
Кейт снится, что у неё по дому ходит Клер, которая просит не увозить Аарона на остров.
Джек возвращается к гробу с телом. Там он встречается с Беном. Джек рассказывает ему, что умерший просил его вернуться на остров. Бен говорит ему, что возвращаться надо всем, включая и усопшего. Нам показывают человека в гробу. Это — Джон Локк.